# گاتیک بیوتی
گاتیک بیوتی (زیبایی گوتیک) نام یک مجله آمریکایی با سردبیری استیون هالیدی است که در پاییز سال ۲۰۰۰ میلادی پس از موفقیت‌هایی که همان گروه در اینترنت داشت تأسیس شد.
مجله زیبایی گوتیک بسیاری از جنبه‌های فرهنگ زیر زمینی از جمله مد، موسیقی و دیگر اشکال سرگرمی را پوشش می‌دهد. همچنین این مجله مصاحبه‌هایی با طرفداران گوت و موسیقی‌دانان گوت‌پسند مانند آلیس کوپر، دیاماندا گالاس، کی ام اف دی ام، راسپوتینا و پیتر مورفی ترتیب می‌دهد.
علاوه بر آن مجله زیبایی گوتیک مصاحبه با طراحان مطرح مد گوتیک، چاپ عکس‌هایی از مدل‌های گوتیک و بررسی موسیقی این سبک را در دستور کار خود دارد.
در حال حاضر دفتر اصلی این مجله در پورتلند، ایالت اورگان واقع شده است.